# Hötjärnen (Burträsks socken, Västerbotten, 717668-169505)
Hötjärnen är en sjö i Skellefteå kommun i Västerbotten och ingår i Rickleåns huvudavrinningsområde.